# Dịch vụ Hoạt động Bom mìn Liên Hợp Quốc
Dịch vụ Hoạt động Bom mìn Liên Hợp Quốc viết tắt là UNMAS (tiếng Anh: United Nations Mine Action Service) là đơn vị thành phần đặt tại Cục Hoạt động Gìn giữ Hòa bình Liên Hợp Quốc (UN-DPKO, United Nations Department of Peacekeeping Operations) .
UNMAS có trách nhiệm đảm bảo một phản ứng của Liên Hợp Quốc với mìn và vật nổ còn lại của chiến tranh một cách có hiệu quả, chủ động và phối hợp thông qua sự hợp tác với 13 ban, ngành, các quỹ và các chương trình khác nhau của Liên Hợp Quốc. Ở những nơi gìn giữ hòa bình và tình trạng khẩn cấp, UNMAS thiết lập và quản lý các trung tâm phối hợp hành động bom mìn ở các nước bị nhiễm bom mìn, kế hoạch và quản lý hoạt động, huy động nguồn lực và thiết lập các ưu tiên hành động giải tỏa bom mìn ở các nước và vùng lãnh thổ mà nó phục vụ.
Trụ sở UNMAS đặt tại Trụ sở chính Liên Hợp Quốc ở New York City, Hoa Kỳ. Giám đốc hiện tại là bà Agnès Marcaillou.